# Shihe (köping i Kina, Hebei)
Shihe (kinesiska: 石河镇, 石河) är en köping i Kina. Den ligger i provinsen Hebei, i den norra delen av landet, omkring 280 kilometer öster om huvudstaden Peking. Antalet invånare är 21 656. Befolkningen består av 10 591 kvinnor och 11 065 män. Barn under 15 år utgör 13,0 %, vuxna 15-64 år 77 %, och äldre över 65 år 9,0 %.
Genomsnittlig årsnederbörd är 870 millimeter. Den regnigaste månaden är augusti, med i genomsnitt 225 mm nederbörd, och den torraste är januari, med 4 mm nederbörd.